# Hanne Tott
Hanne Tott eller Tod, även kallad Price och Kuhn, född 1771 i Hamburg, död 1826 på Frederiksberg, var en dansk cirkusartist och cirkusdirektör.
Hon var dotter till Stephen Todd och Hanne Todd och gifte sig år 1791 med den brittiske cirkusdirektören James Price (1761–1805). 
Hon var artist och turnerade med hans cirkus i Danmark och Norge. Paret Price uppträdde 1793–1794 med akrobatik på Stenborgs teater i Stockholm, då även deras fyraåriga dotter Louise Price dansade på lina. Från 1795 uppträdde paret regelbundet i Köpenhamn om sommaren och turnerade i Danmark och Norge om vintern. Efter att ha uppträtt på Det Kongelige Teater fick cirkussällskapet sommaren 1801 tillstånd att etablera en fast cirkuslokal i Köpenhamn, kallad teater. 
Efter makens död 1805 övertog hon ledarskapet av cirkusen. Hon turnerade 1807 i Sverige med sin svärson akrobaten Jacques Paran. Hon gifte sig 1810 med Frantz Joseph Kuhn (1783–1832), med vilken hon delade ledningen av cirkusen, som växte och utvecklades betydligt. 
Hon var mor till döttrarna Isabella och Louise och sönerna James Price den yngre (1801–1865), Carl Price (1803–?) och Adolph Price (1805–1890).